# Francisco de Hohenberg
Francisco, Duque de Hohenberg (Castelo de Artstetten, 13 de setembro de 1927 - 16 de agosto de 1977) foi o filho mais velho de Maximiliano de Hohenberg e de Isabel de Waldburg. Era também neto do arquiduque Francisco Fernando da Áustria-Hungria, herdeiro presuntivo do Império Austro-Húngaro, e de sua esposa morganática, Sofia de Hohenberg. Com a morte de seu pai, tornou-se o segundo pretendente ao ducado de Hohenberg e o chefe da Casa de Hohenberg.
Em 9 de maio de 1956, o príncipe Francisco casou-se com Isabel do Luxemburgo, filha da grã-duquesa Carlota de Luxemburgo. O casal teve duas filhas:
- Anita, nascida em 18 de agosto de 1958;
- Sofia, nascida em 10 de maio de 1960.

Francisco foi sucedido por seu irmão, Jorge, em suas reivindicações.